# FokI
FokI ist ein Restriktionsenzym aus dem Bakterium Flavobacterium okeanokoites.

## Eigenschaften
FokI ist eine Endonuklease (Typ II, Subtyp S), die dsDNA nach der Erkennungssequenz 5'-GGATG-3' schneidet, je nach Strang 9 bzw. 13 Nukleotide hinter der Erkennungssequenz. Durch den Schnitt der doppelsträngigen DNA durch FokI entsteht ein sticky end (Ende mit 4 Nukleotiden Überhang) und je einer Phosphatgruppe an beiden 5'-Enden der doppelsträngigen DNA-Produkte. FokI wird durch eine DCM-Methylierung und durch eine CpG-Methylierung gehemmt, nicht aber durch eine DAM-Methylierung. Nach einer Restriktion von DNA in vitro kann FokI durch 20-minütiges Erhitzen auf 65 °C denaturiert und somit inaktiviert werden. Meistens wird FokI als rekombinantes Protein in E.coli hergestellt. FokI schneidet dsDNA mit zwei Erkennungssequenzen in beliebiger Orientierung besser als mit einer, wobei sie mehrere hundert Nukleotide auseinander liegen können.

## Anwendungen
FokI wird für Restriktionsverdaue im Rahmen von Klonierungen oder Restriktionsanalysen (vor allem von Polymorphismen des Gens des Vitamin-D-Rezeptors zur Bestimmung der Anfälligkeit für Tuberkulose und Nierenversagen) verwendet. Der enzymatische Anteil von FokI wird im Zuge eines Proteindesigns mit den Erkennungsdomänen anderer Restriktionsenzyme als Fusionsprotein verwendet, z. B. zur Erzeugung von Zinkfingernukleasen oder in Kombination mit einem inaktivierten Cas9.